# 복수 (문법)

단어 "gato"/"gata"를 통하여 명사에서 쓰이는 문법적 성과 성에 따른 복수형 명사를 설명하는 이미지.

복수(複數)은 많은 언어에서 수 문법 중 하나이다. 명사의 복수형은 대체적으로 하나인 기본적인 양(기본적인 양은 단수라고 한다)보다 많은 양을 나타낼 때 쓰인다. 그렇기 때문에 복수는 흔하게 어떤 것이 하나가 아닐 때 사용되며, 그것이 설령 분수(일부분)거나 0이거나 음수일 경우에도 적용된다. 영어 단어에서의 예로 고양이를 나타내는 "cat"의 복수형은 "cats"다.
복수라는 개념은 언어의 보편적 특성으로서 언어에 따라 다르게 표현되는데, 단수와는 전혀 다른 단어를 쓰거나 접사를 쓰거나 강조 표기 등의 형태학적 표기를 이용하기도 한다.
동사, 형용사, 대명사 같은 명사 외의 품사들도 연결되어 있는 명사의 수 형태와 일치하기 위해 뚜렷한 복수형을 가지고 있는 경우가 흔하다.
어느 언어 체계에서는 어떤 것이 단 두 개의 양을 가지고 있을 때에만 쓰이는 양수(兩數; 영어: dual)라는 개념 등 특별한 수 문법을 가지고 있는 경우가 있다. 그러나 영어나 다른 여러 언어에서는 단수형과 복수형이 유일한 수 문법으로 존재한다(예외적으로 영어에서는 "both"나 "either"같이 아직은 대명사에 듀얼의 개념이 포함되어 있는 경우가 있다.).

## 추가 문헌
- Corbett, Greville. Number (Cambridge Textbooks in Linguistics). Cambridge University Press, 2000.
- Huddleston, Rodney and Pullum, Geoffrey K., The Cambridge Grammar of the English Language, Cambridge University Press, Suffolk, UK, 2002
- Curme, George O., A Grammar of the English Language, Volume 1: Parts of Speech, D.C. Heath and Company, 1935
- Opdycke, John B., Harper’s English Grammar, Harper & Row, New York, New York, 1965
- Jespersen, Otto, A Modern English Grammmar on Historical Principles, v. II, George Allen & Unwin, Ltd., London, 1928
- McDavid, Raven I., Jr. et al., The Plurals of Nouns of Measure in Spoken American English, Fries Festschrift, Ann Arbor, MI, 1963